# Світський Апостолат
Світський Апостолат, Апостолат мирян — одна з головних концепцій католицького віровчення, згідно з якою не лише духовенство, але й католики-миряни покликані активно здійснювати місію захисту поширення ідей і принципів християнства у всіх сферах життя суспільства.
В англомовній літературі апостолат (апостольство) — це християнська організація, «спрямована на служіння та євангелізацію світу», найчастіше пов'язана з англіканською спільнотою або Католицькою церквою.

У більш загальному вживанні апостольство — це об'єднання осіб, присвячених пропаганді релігії чи вчення. Християнське походження слова походить від дванадцяти апостолів, яких обрав Христос; вони мали «особливе покликання, офіційне призначення Господа на визначену посаду, з пов'язаними повноваженнями та обов'язками». Апостолат може бути християнською організацією, що складається з мирян або певного християнського релігійного порядку.